# Kairat Rakhmetov
Kairat Rakhmetov, né en 1963 à Almaty, est un grimpeur kazakhstanais.

## Palmarès

### Championnats du monde
- 1991 à Francfort,  Allemagne
  -  Médaille de bronze en vitesse

### Championnats d'Europe
- 1992 à Francfort,  Allemagne
  -  Médaille d'or en vitesse